# Lepidurus lemmoni
Lepidurus lemmoni – gatunek przekopnicy występujący w Stanach Zjednoczonych i Kanadzie.

## Wygląd
Posiadają tułów z licznymi odnóżami okryty białawym, owalnym karapaksem, na którego przedzie znajduje się troje oczu. Z tylnej części ciała wychodzi ogon zakończony widełkami.

## Występowanie
Żyją w mętnych, silnie zasolonych zbiornikach wodnych południowej Kanady i zachodniej części Stanów Zjednoczonych z małą populacją przy granicy z Meksykiem. Zazwyczaj występują w zbiornikach, w których nie występują ryby lub ich drapieżnictwo jest znikome.

## Tryb życia
Tak jak inne przekopnice, lepidurus lemmoni żywią się niemal wszystkim co uda im się znaleźć, w tym detrytusem i mniejszymi bezkręgowcami. Rozmnażają się płciowo lub poprzez partenogenezę. Występują samce, samice i formy obupłciowe. Samice w ciągu życia składają tysiące cyst, które mogą przetrwać wysuszone w stanie diapauzy ponad dekadę, i dopiero wtedy się wykluć.